# Olijfkopbuulbuul
De olijfkopbuulbuul (Arizelocichla striifacies olivaceiceps, synoniem Arizelocichla olivaceiceps) is een zangvogel uit de familie Pycnonotidae (buulbuuls). Eerder werd deze vogel beschouwd als een aparte soort (A. olivaceiceps) maar bij een taxonomische herziening in 2024 is deze vogel een ondersoort geworden van de streepkopbuulbuul.

## Verspreiding en leefgebied
Deze vogel komt voor van de hooglanden van zuidwestelijk Tanzania tot noordelijk Malawi en noordelijk Mozambique.